# Alegoria malarstwa
Alegoria malarstwa (W pracowni artysty) albo  Sztuka Malarska (niderl. De schilderkunst) – obraz olejny autorstwa Jana Vermeera datowany na lata 1662–1665. Dzieło jest sygnowane; sygnatura znajduje się na mapie, na prawo od modelki.
Obraz doczekał się licznych interpretacji i jest jednym z najszerzej dyskutowanych dzieł Vermeera. Powszechnie uważany jest za hołd składany malarstwu i gloryfikację zawodu artysty oraz swego rodzaju „testament” artystyczny, podsumowujący wizje artystyczne Vermeera.

## Historia obrazu

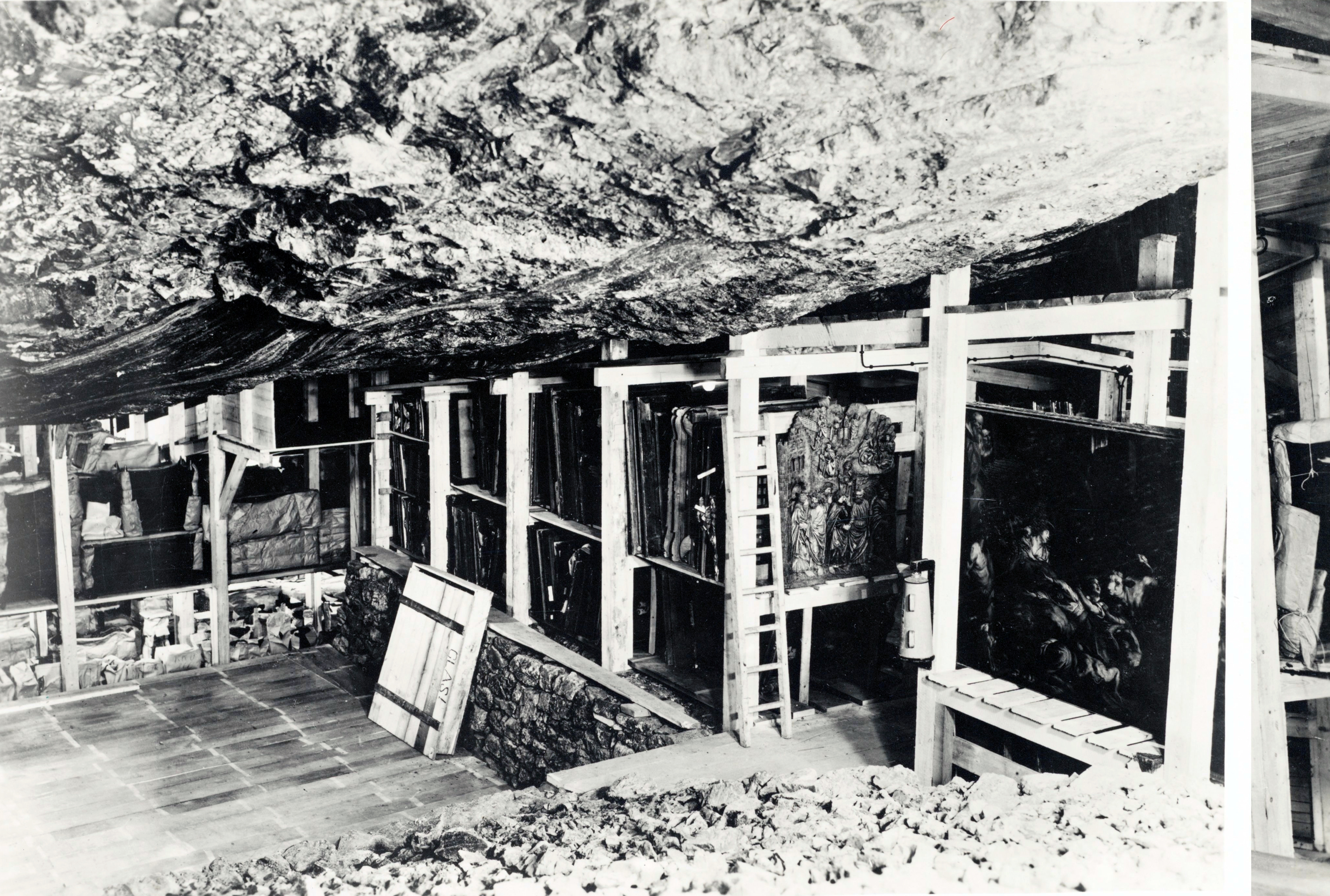
Kopalnia soli w Altaussee.

Obraz powszechnie datuje się na lata 1662–1665. W 1661 w Delfcie, na tyłach domu Vermeera rozpoczęto wznoszenie nowego budynku dla gildii świętego Łukasza (cechu artystów), do której należał Vermeer. Była to budowla klasycyzująca, wewnątrz zdobiona alegorycznymi przedstawieniami malarstwa, rzeźby i architektury. Rok później malarz został wybrany członkiem zarządu gildii, więc siłą rzeczy musiał w jakimś stopniu brać udział w tym przedsięwzięciu. Może właśnie zaangażowanie w budowę budynku, w którym wszak znajdowały się symboliczne przedstawienia sztuk (w tym malarstwa), skłoniły Vermeera do stworzenia swojej Alegorii malarstwa?. Rzeczywista motywacja malarza nie jest jednak znana.
Obraz przez całe życie pozostał w jego rękach i był jednym z niewielu, które były jego własnością w momencie śmierci (1675). Biorąc pod uwagę wysiłki rodziny artysty, by zachować ten obraz, musiał on zajmować szczególne miejsce w jego twórczości. Z zachowanym dokumentów wynika, że 24 lutego 1676 wdowa po Vermeerze przekazała obraz swojej matce, Marii Thins, jako wyrównanie za długi (dla zmniejszenia tego, co winna jest [...] Pani Marii Tins[...] przekazuje tejże na całkowitą własność obraz, namalowany przez wymienionego jej śp. męża, na którym to obrazie przedstawiona jest „Sztuka Malarska”). Z dokumentu z 12 marca 1677 można się dowiedzieć, że Antoni van Leeuwenhoek (kurator mienia Vermeerów), zamierzał wystawić obraz na sprzedaż, pomimo iż płótno zostało wcześniej przekazane teściowej zmarłego malarza. Maria Thins zaprotestowała.
Dalsze losy obrazu nie są znane aż do roku 1813, kiedy został kupiony (jako jedno z dzieł Pietera de Hoocha) przez Johanna Rudolfa Czernina von und zu Chudenitza. W jego kolekcji obraz pozostał do 1940, gdy został kupiony przez Hansa Posse – dyrektora Galerii Drezdeńskiej, nabywającego dzieła sztuki w imieniu Adolfa Hitlera. Obraz został ukryty w kopalni soli w Altaussee, gdzie został znaleziony przez wojsko amerykańskie w 1945. Obraz przejęły władze Austrii i w 1946 przekazały Kunsthistorisches Museum w Wiedniu.

## Malarz i modelka

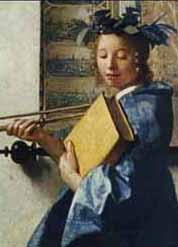
Fragment

Obraz przedstawia malarza i jego modelkę w zasobnym wnętrzu. Dziewczyna ma wieniec laurowy na głowie (symbol zwycięstwa), ubrana jest w niebieską suknię z żółtą spódnicą, w lewej ręce trzyma księgę, a w prawej długą trąbkę (symbol chwały). Posługując się Ikonologią Cesarego Ripy można ją zinterpretować jako przedstawienie muzy historii – Klio.
Malarz, za którego często uważa się samego Vermeera, siedzi na taborecie przed sztalugami i maluje modelkę podpierając prawą dłoń laską malarską. Na płótnie widać już namalowany wieniec.

## Wyposażenie wnętrza
Na stole znajdują się różne przedmioty: maska, stojąca gruba księga, otwarty zeszyt i zwisające tkaniny. Ich znaczenie nie jest jasne. Maskę można uznać za symbol naśladowania, czyli malarstwa. Można także zinterpretować je jako atrybuty innych muz: Polihymnii i Euterpe (księga) i Talii (maska).
Kotara z lewej strony przypomina kurtynę teatralną i stąd wysnuwany jest wniosek, że być może scena ta jest upozowana. Nienaturalne wydają się także inne elementy wnętrza: biało-czarna marmurowa posadzka i złoty żyrandol, które nie pasują do pracowni artysty, ale do zamożnego domu. Michał Walicki w książce Vermeer pyta: Niebiesko-żółto-czerwony jedwab kotary, marmury posadzki, czy rzeczywiście tak urządzona była jego pracownia? Współczesne mu holenderskie obrazy o podobnym temacie przedstawiają na ogół wnętrza skromne, często wręcz zapuszczone, pełne rekwizytów malarskich, których nie widzimy zupełnie na obrazie Vermeera. Zauważa także, że i strój malarza jest przesadnie elegancki i niemodny już w czasach Vermeera (podobne ubiory noszono w XVI wieku). Przypomina on ubiór mężczyzny z wcześniejszego obrazu, zatytułowanego U stręczycielki (około 1656).

### Mapa
Ważnym elementem obrazu jest zawieszona na ścianie mapa, której oryginał został wykonany przez Claesa Jansz. Visschera i opublikowany w 1636. Mapa przedstawia 17 prowincji niderlandzkich przed podziałem na część północną (Republikę Zjednoczonych Prowincji) i południową, która pozostała w rękach Habsburgów. Odwołuje się zatem do czasów sprzed 1609, gdy całe Niderlandy były w rękach cesarskich. Była ona zatem mocno nieaktualna w momencie, gdy malował ją Vermeer. Po obu jej stronach znajdują się widoki miast – po lewej Brukseli, Luksemburgu, Gandawy, Mons/Hainaut, Amsterdamu, Namur, Leeuwarden, Utrechtu, Zutphen, i dworu w Hadze, z prawej Limbourgu, Nijmegen, Arras, Dordrechtu, Middelburgu, Antwerpii, Mechelen, Deventer, Groningen i dworu brabanckiego w Brukseli.
Badacze w różny sposób interpretują znaczenie tej mapy. Wendy Beckett pisze, że mapa za plecami kobiety przypomina, że historia rozgłosi sławę po całym świecie. Inni zastanawiają się, czy mapa ta nie jest oznaką sentymentu Vermeera do czasów, gdy Niderlandy nie były podzielone i znajdowały się w rękach cesarskich. Może to ukłon w stronę minionej epoki świetności malarstwa, kiedy to nie było podziału na artystów Północy i artystów Południa?. Norbert Schneider wskazuje na silnie polityczny wydźwięk i kontekst obrazu. Oprócz mapy zwraca bowiem uwagę także na inne elementy, między innymi na zawieszony u sufitu świecznik z dwugłowym orłem – symbolem Habsburgów. Elementy te mogłyby sugerować sympatię Vermeera do Cesarstwa. Michał Walicki natomiast sądzi, że obraz można traktować jako wizję wymarzonego powodzenia i dobrobytu, którego Vermeer nie zaznał za życia.

## Nawiązania
Obraz stał się inspiracją wiersza Jacka Kaczmarskiego Alegoria malarstwa (Vermeer).